# Günther Lüders
Pour les articles homonymes, voir Lüders.
Günther Karl Georg Lüders (né le 5 mars 1905 à Lübeck, mort le 1er mars 1975 à Düsseldorf) est un acteur et réalisateur allemand.

## Biographie
Le fils de l'armateur et homme d'affaires Carl Lueders et son épouse Anna Dorothea Bruggen commence une formation dans la vente de 1921 à 1923.
Après avoir pris des cours de comédie auprès de Karl Heidmann, il devient membre du théâtre de Lübeck. Dans les années 1920, il joue aussi à Dessau et Francfort-sur-le-Main. Il s'installe à Berlin en 1934. De 1947 à 1954, il joue au Schauspielhaus Düsseldorf sous la direction de Gustaf Gründgens.
Au cinéma, Lüders joue souvent des petits rôles comiques. Lüders est aussi réalisateur.
Lüders est surtout connu pour l'interprétation de poèmes de Joachim Ringelnatz, Christian Morgenstern ou Wilhelm Busch.
De 1960 à 1963, il est le directeur des comédiens du Staatstheater Stuttgart, où il est aussi acteur et metteur en scène en 1962. Par ailleurs, il est souvent invité sur d'autres scènes, comme le Volkstheater de Vienne en 1964.
De plus, Lüders joue aussi à la radio, notamment dans les années 1960 les textes de Hans Rosenthal dans le mensuel satirique Die Rückblende sur RIAS.
En raison de son attitude critique envers les nazis, il est emprisonné en 1935 pendant trois semaines à Esterwegen.

## Filmographie
| - 1934 : Fürst Woronzeff d'Arthur Robison - 1934 : Die Insel - 1934 : Herz ist Trumpf - 1935 : Lärm um Weidemann - 1936 : Spiel an Bord - 1937 : Die Kreutzersonate - 1937 : Meine Frau, die Perle - 1937 : Alarm in Peking - 1937 : Autobus S. - 1938 : Das Ehesanatorium - 1938 : Musketier Meier III. - 1938 : Schwarzfahrt ins Glück - 1938 : Nanu, Sie kennen Korff noch nicht? - 1939 : La Femme aux tigres - 1939 : Schneider Wibbel - 1939 : In letzter Minute - 1939 : Hochzeitsreise zu dritt - 1939 : Mein Mann darf es nicht wissen - 1940 : Casanova heiratet - 1940 : Alles Schwindel - 1940 : L'Épreuve du temps - 1941 : Je t'aimerai toujours - 1941 : Am Abend auf der Heide - 1941 : Ehe man Ehemann wird - 1941 : Frau Luna - 1942 : Le Démon de la danse (en) (Hab mich lieb!) - 1942 : Weiße Wäsche - 1942 : Geheimakte W.B.1 - 1943 : Floh im Ohr - 1943 : Leichtes Blut - 1943 : Ein schöner Tag - 1943 : Neigungsehe - 1944 : La Paloma - 1945 : Das Mädchen Juanita - 1951 : Kommen Sie am Ersten - 1952 : Vater braucht eine Frau - 1952 : Der Tag vor der Hochzeit | - 1953 : L'amour n'est pas un jeu (Ein Herz spielt falsch) de Rudolf Jugert - 1953 : Muß man sich gleich scheiden lassen? - 1953 : Son Altesse Royale (Königliche Hoheit) - 1953 : Musik bei Nacht - 1953 : Ne craignez pas les grosses bêtes - 1954 : L'Instituteur de campagne (Heideschulmeister Uwe Karsten) - 1954 : Éternel amour - 1954 : Le Village du péché - 1955 : Trois Hommes dans la neige - 1955 : Vatertag (de) - 1955 : Le Faux Adam - 1955 : Das fröhliche Dorf - 1955 : Roses d'automne - 1955 : Der Frontgockel - 1956 : La Fortune sourit aux vagabonds (Lumpazivagabundus) - 1956 : Das Sonntagskind - 1956 : Manöverball - 1956 : Rot ist die Liebe - 1957 : Un petit coin de paradis - 1957 : Alle Wege führen heim - 1957 : Kein Auskommen mit dem Einkommen! - 1958 : L'Auberge du Spessart - 1958 : Lilli – ein Mädchen aus der Großstadt - 1958 : Bien joué mesdames - 1958 : Ohne Mutter geht es nicht - 1958 : Résurrection - 1958 : 13 kleine Esel und der Sonnenhof - 1959 : Liebe auf krummen Beinen - 1959 : Le Retour de Bobby Dodd - 1959 : Les Buddenbrook - 1960 : Kriminaltango - 1964 : Tonio Kröger - 1969 : Ich bin ein Elefant, Madame (de) - 1969 : Sybelle ou Comment le dire à ma fille ? (Herzblatt oder Wie sag ich’s meiner Tochter?) - 1970 : Die Heirat - 1972 : Schule der Frauen - 1975 : Sonderdezernat K1 – Flucht |

En tant que réalisateur
- 1956 : Si nous étions tous des anges (de) (Wenn wir alle Engel wären)
- 1957 : La Maison du Bon Dieu (de) (Vater, unser bestes Stück)
- 1958 : L'Orgueil de la famille (Ihr 106. Geburtstag)

## Source de la traduction
- (de) Cet article est partiellement ou en totalité issu de l’article de Wikipédia en allemand intitulé « Günther Lüders » (voir la liste des auteurs).